# Jerzy Juszkiewicz
Jerzy Aleksander Juszkiewicz ps. Leliwa (ur. 11 listopada 1925 w Skarżysku-Kamiennej, zm. 12 lipca 2016 w Warszawie) – major Wojska Polskiego, uczestnik II wojny światowej i podziemia antykomunistycznego (1944–1948). Działacz kombatancki.

## Życiorys
Urodził się 11 listopada 1925 w Skarżysku-Kamiennej.
W lutym 1943 został żołnierzem grupy dywersyjno-sabotażowej na placówce AK Pionki w Obwodzie Kozienice Okręgu Radomsko-Kieleckiego Armii Krajowej. We wrześniu 1945 awansował na zastępcę kierownika komórki wywiadowczej „Syrena-Wisła” w strukturze Zarządu Głównego Zrzeszenia „Wolność i Niezawisłość”. W lutym 1948 został aresztowany przez Urząd Bezpieczeństwa. Był torturowany w więzieniu na Rakowieckiej w Warszawie. Następnie skazano go na piętnaście lat pozbawienia wolności. W listopadzie 1956 (po ośmiu latach kary) na mocy amnestii został zwolniony z więzienia.
Działał w organizacjach kombatanckich m.in. jako kanclerz Kapituły Krzyża Zrzeszenia „Wolność i Niezawisłość”, prezes Rady Federacji Stowarzyszeń Weteranów i Sukcesorów Walk o Niepodległość Rzeczypospolitej Polskiej oraz wiceprezes Zarządu Obwodu Warszawa Stowarzyszenia Społeczno-Kombatanckiego Zrzeszenie Wolność i Niezawisłość.

## Odznaczenia
- Krzyż Kawalerski Orderu Odrodzenia Polski[1]
- Krzyż Zrzeszenia „Wolność i Niezawisłość”[1]
- Medal „Pro Patria”[1]
- Medal „Pro Memoria”[1]
- inne odznaczenia[1]